# IC 5201
IC 5201 је спирална галаксија у сазвјежђу Ждрал која се налази на листи објеката дубоког неба у Индекс каталогу.
Деклинација објекта је - 46° 2' 5" а ректасцензија 22h 20m 57,5s. Привидна величина (магнитуда) објекта IC 5201 износи 10,8 а фотографска магнитуда 11,5. Налази се на удаљености од 11,369 милиона парсека од Сунца. IC 5201 је још познат и под ознакама ESO 289-18, IRAS 22179-4617, PGC 68618.